# ای‌سی‌ای‌اس (بافر)
ای‌سی‌ای‌اس (بافر) (به انگلیسی: ACES (buffer)) با فرمول شیمیایی C۴H۱۰N۲O۴S یک ترکیب شیمیایی با شناسه پاب‌کم ۸۱۸۳۲ است. که جرم مولی آن ۱۸۲٫۱۹۹ g/mol می‌باشد. 